# Michael Mainelli
Michael Mainelli, né le 19 décembre 1958, est un économiste irlando-américain, lord-maire de Londres pour 2023/24.

## Biographie
Fils de Michael Mainelli, de 1973 à 1977 il étudie au Bishop Moore High School d'Orlando, avant de poursuivre ses études à l'université Harvard, où il est nommé BA, puis à la LSE (MPhil, PhD).
Élu échevin de la Cité depuis 2013, Mainelli est nommé aussi magistrat (JP) de Londres.
Membre des vénérable compagnies des Courtiers mondiaux et des Cartiers, Mainelli est entré en fonction en tant que lord-maire de Londres le 11 novembre 2023.
En tant que lord-maire, il est le porte-parole et promoteur des entreprises de la Cité, qui sont pour la plupart des sociétés financières.
Avant d'entrer en fonctions, le nouveau lord-maire participe au traditionnel défilé civique où, connu le Lord Mayor's Show, il traverse le cœur historique de Londres pour prêter serment de loyauté envers le souverain britannique en présence des juges de la Cour d'appel royale.
En 1996 Mainelli se marie avec Elisabeth née Reuß, dont il a 3 enfants.

## Distinctions honorifiques
- Chevalier de justice du très vénérable ordre de Saint-Jean (2024)[9]